# 脉冲喷气式发动机

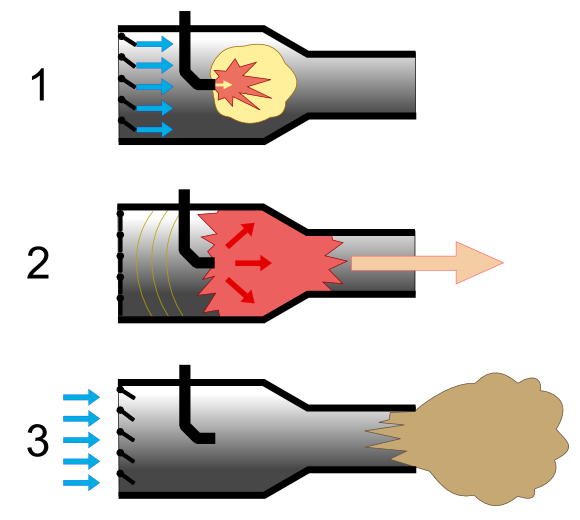
脈衝噴射引擎示意圖

脈衝噴射引擎動畫

脈衝噴射引擎是噴射引擎的一种，透過间断的油氣爆炸输出推力。

## 構造
1. 排氣管 作用: 燃燒油氣,產生推力
2. 單向閥 作用: 阻止燃燒中的油氣從引擎前端跑出
3. 燃油系統 作用:供應燃油

## 運作
1. 啟動高壓空氣供應,並且開啟燃油供應系統.同時高壓空氣將閥片吹開,燃油被帶入燃燒室中混合,並且啟動火星塞.
2. 油氣發生爆炸,單向閥被爆炸的壓力給關閉,所有的氣體只能從排氣管出去.
3. 燃燒完畢,產生负压現象,單向閥被负压吸開,油氣與排氣管中的火焰同時被吸進燃燒室,然後反回 2 直到燃油用盡或引擎關閉為止.

## 運用
1. 武器
2. 飛機
3. 無人載具
4. 遙控模型
5. 農業